# Malintrat
Malintrat – miejscowość i gmina we Francji, w regionie Owernia-Rodan-Alpy, w departamencie Puy-de-Dôme.
Według danych na rok 1990 gminę zamieszkiwało 921 osób, a gęstość zaludnienia wynosiła 113 osób/km² (wśród 1310 gmin Owernii Malintrat plasuje się na 247. miejscu pod względem liczby ludności, natomiast pod względem powierzchni na miejscu 889.).